# القانون الدستوري في المملكة المتحدة

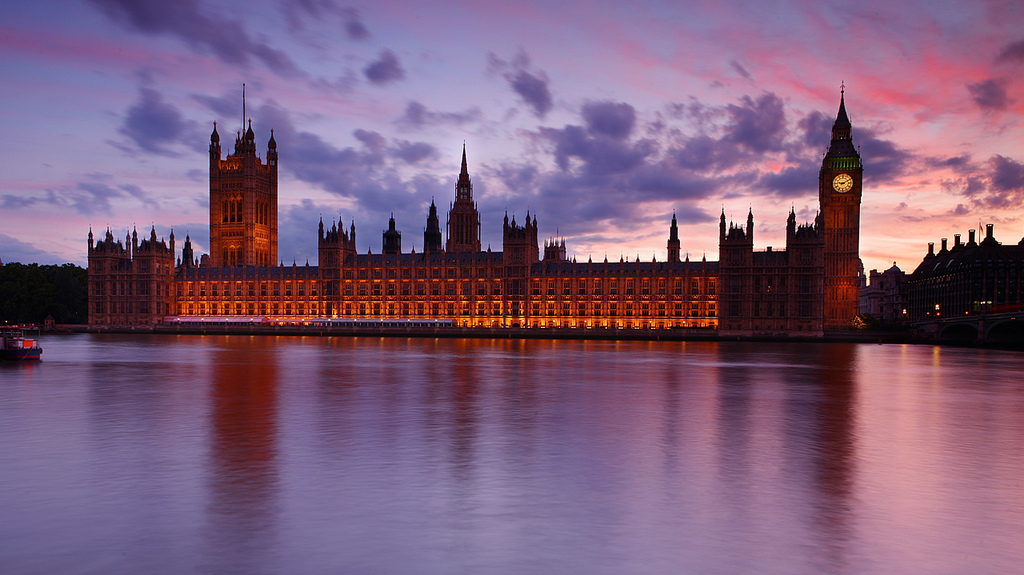
البرلمان في قصر وستمنستر له دور محوري في دستور المملكة المتحدة. يمثل مجلس العموم حوالي 65 مليون نسمة في المملكة المتحدة.

يتعلق القانون الدستوري للمملكة المتحدة بإدارة شؤون المملكة المتحدة لبريطانيا العظمى وإيرلندا الشمالية. مع كونه أقدم نظام سياسي مستمر عرفته الأرض، لا يرد الدستور البريطاني ضمن نظام تشريع واحد، إذ ظهرت المبادئ على مر القرون من القانون العام، والسوابق القضائية، والاتفاقيات السياسية، والعرف الاجتماعي.
في عام 1215، ألزمت الوثيقة العظمى (الماغنا كارتا) الملك بحاجته إلى «مستشار عام» أو برلمان، وعقد المحاكم في مكان ثابت، وضمان محاكمات عادلة، وضمان حرية تنقل الأشخاص، وتحرير الكنيسة من الدولة؛ أيضًا، نصت الوثيقة على حقوق «عامة الشعب» في استخدام الأرض. بعد الحرب الأهلية الإنكليزية والثورة المجيدة لعام 1688، فاز البرلمان بالسيادة على الملكية، وكذلك على الكنيسة والمحاكم، وسجل «قانون الحقوق» لعام 1689 «حرية انتخاب أعضاء البرلمان». وحد قانون الاتحاد لعام 1707 بين إنجلترا وويلز واسكتلندا، بينما انضمت إيرلندا سنة 1800، ولكن الأخيرة انفصلت رسميًا إلى جمهورية إيرلندا بين عامي 1916 و1921 بعد نزاع مسلح مرير. بموجب قانون تمثيل الشعب (المساواة في الحقوق) لعام 1928، أصبح لكل شخص بالغ تقريبًا من الرجال والنساء الحق أخيرًا في التصويت للبرلمان.
المملكة المتحدة عضو مؤسس في منظمة العمل الدولية، والأمم المتحدة، والكومنولث، ومجلس أوروبا، ومنظمة التجارة العالمية.
توجه مبادئ السيادة البرلمانية، وسيادة القانون، والديمقراطية، والأممية النظام السياسي الحديث في المملكة المتحدة. المؤسسات المركزية للحكم الحديث هي البرلمان، والسلطة القضائية، والسلطة التنفيذية، والخدمة المدنية والهيئات العامة التي تنفذ السياسات، والحكومات الإقليمية والمحلية.
يتألف البرلمان من مجلس العموم، الذي تنتخبه دوائر الناخبين، ومجلس اللوردات الذي يعين في معظمه بناء على توصية من جماعات الأحزاب متعددة السياسات. لإصدار قانون برلماني جديد، وهو الشكل الأعلى من أشكال القانون، يجب على كلا المجلسين قراءة أو تعديل أو مصادقة التشريع المقترح ثلاث مرات.
ترأس السلطة القضائية محكمة عليا في المملكة المتحدة مؤلفة من اثني عشر عضوًا. تقبع تحتها محكمة الاستئناف في إنجلترا وويلز، ومحكمة الاستئناف في ايرلندا الشمالية، وحكمة الجلسة في اسكتلندا. تحتها يوجد نظام من المحاكم العليا أو محاكم التاج أو محاكم مختصة حسب موضوع القضية. المحاكم تفسر القوانين، إذ إنها تقدم القانون العام ومبادئ الإنصاف، وبإمكانها السيطرة على السلطة التنفيذية. يعتقد عادة أن المحاكم في المملكة المتحدة لا تملك سلطة إعلان قانون برلماني غير دستوري.
يرأس السلطة التنفيذية رئيس الوزراء، الذي يجب أن يتمتع بالأغلبية في مجلس العموم. يعين رئيس الوزراء مجلس وزراء من الأشخاص الذين يتولون قيادة كل إدارة ويشكلون حكومة المملكة المتحدة (حكومة صاحبة الجلالة). الملكة نفسها منصب صوري يعطي موافقة ملكية على القوانين الجديدة. بموجب الاتفاقية الدستورية، لا يسطو الملك على العملية الديمقراطية، ولم يمر عليه رفض للموافقة الملكية منذ مشروع قانون الميليشيات الاسكتلندية في عام 1708.
إلى جانب البرلمان ومجلس الوزراء، تقوم خدمة مدنية وعدد كبير من الهيئات العامة، من وزارة التعليم إلى دائرة الصحة الوطنية، بتقديم الخدمات العامة التي تنفذ القانون وتفي بالحقوق السياسية والاقتصادية والاجتماعية.
في الممارسة العملية، تمر معظم الدعاوى الدستورية بنزاعات قوانين إدارية، تتعلق بسير عمل الهيئات العامة وحقوق الإنسان. تتمتع المحاكم بسلطة متأصلة في المراجعة القضائية، وذلك لضمان أن تعمل كل مؤسسة بموجب القانون وفقًا للقانون. باستثناء البرلمان نفسه، يجوز للمحاكم أن تعلن بطلان أي عمل من أعمال أي مؤسسة أو شخصية عامة، لضمان عدم استخدام الاجتهاد القانوني إلا على نحو معقول أو متناسب.
منذ انضمامها إلى الاتفاقية الأوروبية لحقوق الإنسان في عام 1950، ولا سيما بعد قانون حقوق الإنسان لعام 1998، يتعين على المحاكم مراجعة ما إذا كانت التشريعات متوافقة مع المعايير الدولية لحقوق الإنسان. تحمي هذه القوانين حقوق الجميع أمام الحكومة أو سلطة الشركات، بما في ذلك الحرية ضد الاعتقال والاحتجاز التعسفيين، والحق في الخصوصية ضد المراقبة غير القانونية، والحق في حرية التعبير، وحرية تكوين، بما في ذلك الانضمام إلى النقابات العمالية واتخاذ إجراءات الإضراب، وحرية التجمع والاحتجاج. خضع كل هيئة عامة وهيئات خاصة تؤثر على حقوق الناس وحرياتهم للمساءلة بموجب القانون.

## تاريخ
يعود تاريخ دستور المملكة المتحدة، وإن كان قد بدأ رسميًا في عام 1800، إلى يعود إلى فترة طويلة قبل التكوين التام للدول الأربع وهي إنجلترا واسكتلندا وويلز وإيرلندا. قبل غزو الإمبراطورية الرومانية، سكن بريطانيا وإيرلندا مهاجرون من الكلتيين من القارة الأوروبية، لكن لم يكن هناك تاريخ مسجل للقانون. قرب نهاية الجمهورية الرومانية في 55 و 54 قبل الميلاد، غزا القنصل وقائد الفيلق السابق يوليوس قيصر بغزو بريطانيا خلال حروب الغال التي امتدت على نحو واسع. لم يؤسس ذلك احتلالًا دائمًا، إذ عاد قيصر إلى روما، وصار ديكتاتورًا واغتيل. حولت الجمهورية إلى إمبراطورية، عندما تولى أغسطس، وريث قيصر، السلطة في 27 قبل الميلاد. في عهد كلوديوس، حفيد أغسطس، احتلت بريطانيا منذ سنة 43 ميلادية. بموجب دستور روما غير المدون، كان حاكم يتولى إدارة بريطانيا الرومانية، وهو عادة عضو في مجلس الشيوخ ولكنه كان يعين من قبل الإمبراطور لسجله العسكري. كانت لندينيوم عاصمة المقاطعة المؤلفة من 60 ألف فرد، وبريطانيا مجتمع عالمي مؤلف من نحو 3 ملايين فرد.
اعتمد القانون الروماني على اقتصاد العبيد، وكان عسكريًا إلى حد كبير. بنى هادريان جدارًا في سنة 122 كجزء من حدود الإمبراطورية، ولكن سرعان ما حرك هذا الجدار شمالًا أنطونينوس بيوس في سنة 142. أقام قسطنطين الكبير في يورك سنة 306 عندما غادر للمطالبة بلقبه إمبراطورًا. زحف قسطنطين إلى روما تحت لواء الصليب سنة 312، وأصدر مرسوم براءة ميلان سنة 313. أدى ذلك إلى سلسلة من الأحداث حيث تولت الكنيسة سلطة أكثر فأكثر على القانون. إلا أنه تحت الهجوم المستمر، ابتدأت الامبراطورية بالانهيار وتركت بريطانيا في سنة 407. لم يدخل قانون ثيودوسيان الصادر في عام 438، ولا قانون المحكمة المدنية الكبرى الصادر عن جوستينيان الأول في عام 534، قوانين بريطانيا. في العصور المظلمة، أثناء الصراع على السلطة بين الأنجلوسكسونيين، والبريطانيين، والدانماركيين والفايكنج، عقد الملوك مجالس متواظبة، دعيت باسم ويتان (الرجال الحكماء)، تألفت من اللوردات وقادة الكنيسة. لكن لم يتأسس قانون عام واحد عبر إنجلترا تحت حكم ملك واحد حتى الغزو النورماندي في عام 1066.
في عهد وليام الفاتح، بناء على نصيحة من مجلس الملك، جمع كتاب ونشيستر (أو كتاب يوم القيامة) يوم الثلاثاء في عام 1086 فهرسة جميع الأراضي والعمال لفرض الضرائب. لم يكن سوى 12% من الناس أحرارًا، في حين حول النظام الإقطاعي البقية إلى رقيق، وخدم، وعمالًا بالسخرة وفلاحين. في سنة 1190، انضم ريتشارد الأول ملك إنجلترا (ريتشارد قلب الأسد)، الأكثر ارتباطًا بالبابا في روما، إلى الحملة الصليبية الثالثة لغزو الأرض المقدسة، ولكن بتكلفة باهظة. إذ إن الضرائب التي فرضها ريتشارد الأول، وخلفه الملك يوحنا لدفع ثمن الحروب، أدت إلى سخط شديد، وأجبرت الطبقة الأرستقراطية الملك على توقيع الوثيقة العظمى سنة 1215. وكان ذلك التزامًا بتعيين «مستشار عام» قبل فرض الضرائب، وإقامة المحاكم في مكان ثابت، وإجراء المحاكمات وفقًا للقانون أو حسب أقران المتهم، وضمان حرية تنقل الأشخاص لأغراض التجارة، وإعادة الأراضي العامة. أدى الفشل في الالتزام بالوثيقة العظمى إلى اندلاع حرب البارونات الأولى، وانبثقت أسطورة «روبن هود» الشعبية، أو الصليبي العائد الذي سرق من الأثرياء ليعطي للفقراء.